# 新华街道 (武汉市)
新华街道是中华人民共和国湖北省武汉市江汉区下辖的一个街道办事处。

## 行政区划
新华街道下辖以下村级行政区划单位：
省社社区、协和社区、省运社区、取水楼社区、江北社区、循礼社区、精武社区、新育社区、邮三社区和单洞社区。